# Lakhipur
Lakhipur is een dorp in het district Goalpara van de Indiase staat Assam. 

## Demografie
Volgens de Indiase volkstelling van 2001 wonen er 12.545 mensen in Lakhipur, waarvan 51% mannelijk en 49% vrouwelijk is. De plaats heeft een alfabetiseringsgraad van 60%. 